# Reprezentacja Hiszpanii w piłce siatkowej kobiet
Reprezentacja Hiszpanii w piłce siatkowej kobiet to narodowa reprezentacja tego kraju, reprezentująca go na arenie międzynarodowej.

## Udział i miejsca w imprezach

### Igrzyska Olimpijskie
| Rok  | Kraj           | Miejsce      |
| ---- | -------------- | ------------ |
| 1964 | Tokio          | brak udziału |
| 1968 | Meksyk         | brak udziału |
| 1972 | Monachium      | brak udziału |
| 1976 | Montreal       | brak udziału |
| 1980 | Moskwa         | brak udziału |
| 1984 | Los Angeles    | brak udziału |
| 1988 | Seul           | brak udziału |
| 1992 | Barcelona      | 8. miejsce   |
| 1996 | Atlanta        | brak udziału |
| 2000 | Sydney         | brak udziału |
| 2004 | Ateny          | brak udziału |
| 2008 | Pekin          | brak udziału |
| 2012 | Londyn         | brak udziału |
| 2016 | Rio de Janeiro | brak udziału |
| 2020 | Tokio          | brak udziału |
| 2024 | Paryż          | brak udziału |

### Mistrzostwa Świata

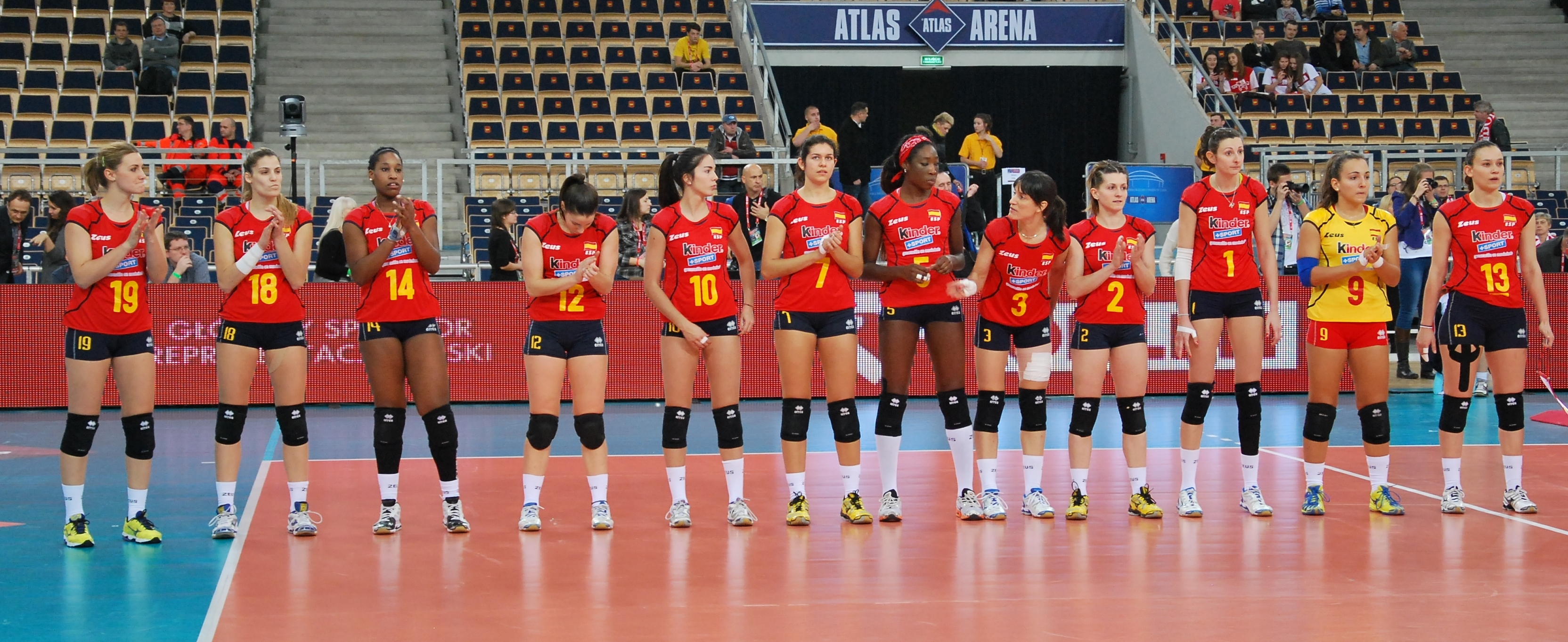
Reprezentacja Hiszpanii, kwalifikacje do Mistrzostw Świata 2014

| Rok  | Kraj             | Miejsce      |
| ---- | ---------------- | ------------ |
| 1952 | ZSRR             | brak udziału |
| 1956 | Francja          | brak udziału |
| 1960 | Brazylia         | brak udziału |
| 1962 | ZSRR             | brak udziału |
| 1967 | Japonia          | brak udziału |
| 1970 | Bułgaria         | brak udziału |
| 1974 | Meksyk           | brak udziału |
| 1978 | ZSRR             | brak udziału |
| 1982 | Peru             | 20. miejsce  |
| 1986 | Czechosłowacja   | brak udziału |
| 1990 | Chiny            | brak udziału |
| 1994 | Brazylia         | brak udziału |
| 1998 | Japonia          | brak udziału |
| 2002 | Niemcy           | brak udziału |
| 2006 | Japonia          | brak udziału |
| 2010 | Japonia          | brak udziału |
| 2014 | Włochy           | brak udziału |
| 2018 | Japonia          | brak udziału |
| 2022 | Holandia/ Polska | brak udziału |
| 2025 | Tajlandia        |              |

### Mistrzostwa Europy

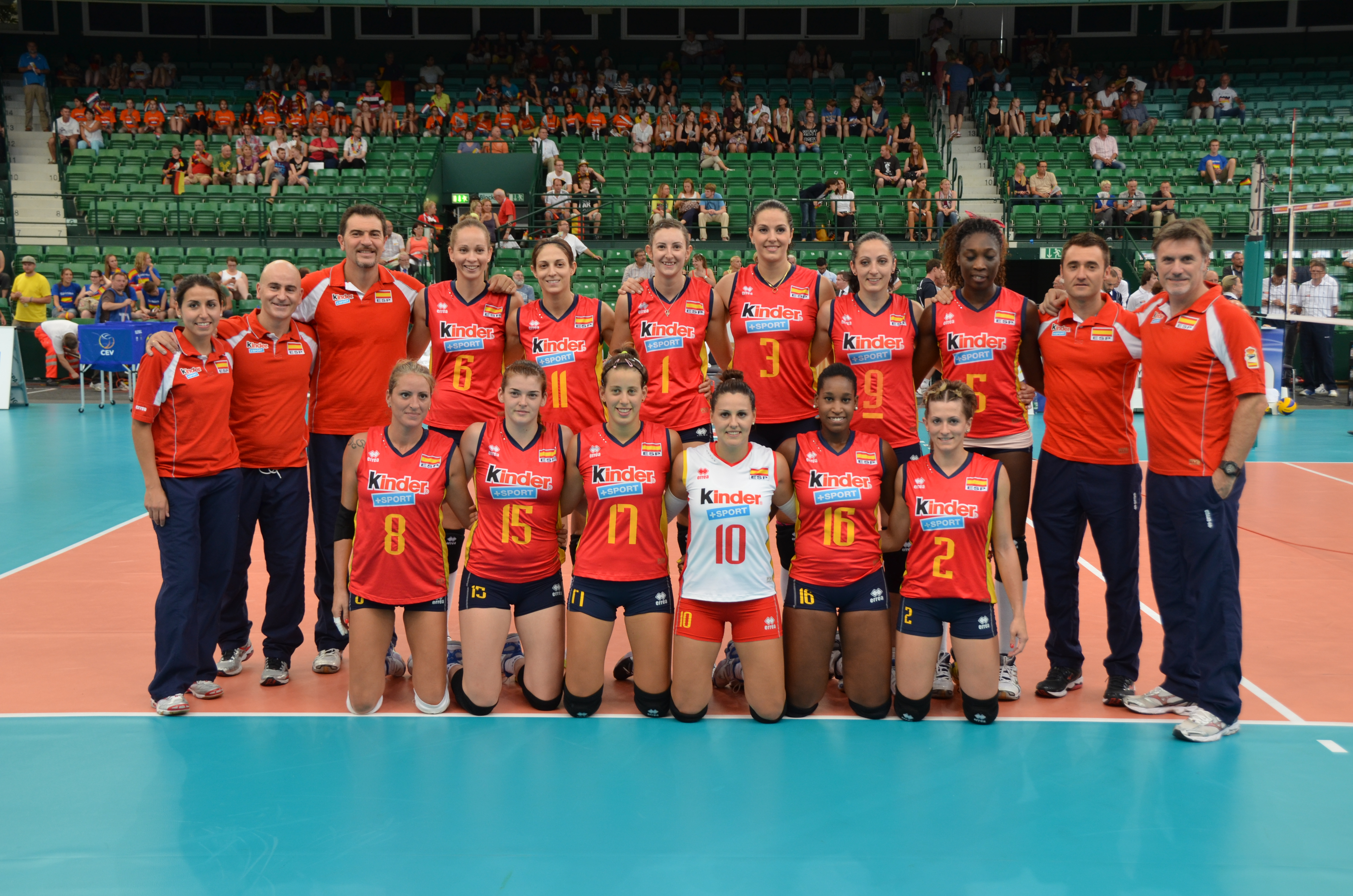
Reprezentacja Hiszpanii na Mistrzostwach Europy 2013

| Rok  | Kraj                                 | Miejsce      |
| ---- | ------------------------------------ | ------------ |
| 1949 | Czechosłowacja                       | brak udziału |
| 1950 | Bułgaria                             | brak udziału |
| 1951 | Francja                              | brak udziału |
| 1955 | Rumunia                              | brak udziału |
| 1958 | Czechosłowacja                       | brak udziału |
| 1963 | Rumunia                              | brak udziału |
| 1967 | Turcja                               | brak udziału |
| 1971 | Włochy                               | brak udziału |
| 1975 | Jugosławia                           | brak udziału |
| 1977 | Finlandia                            | brak udziału |
| 1979 | Francja                              | brak udziału |
| 1981 | Bułgaria                             | brak udziału |
| 1983 | NRD                                  | brak udziału |
| 1985 | Holandia                             | brak udziału |
| 1987 | Belgia                               | brak udziału |
| 1989 | Niemcy                               | brak udziału |
| 1991 | Włochy                               | brak udziału |
| 1993 | Czechy                               | brak udziału |
| 1995 | Holandia                             | brak udziału |
| 1997 | Czechy                               | brak udziału |
| 1999 | Włochy                               | brak udziału |
| 2001 | Bułgaria                             | brak udziału |
| 2003 | Turcja                               | brak udziału |
| 2005 | Chorwacja                            | 12. miejsce  |
| 2007 | Belgia/ Luksemburg                   | 15. miejsce  |
| 2009 | Polska                               | 9. miejsce   |
| 2011 | Serbia/ Włochy                       | 11. miejsce  |
| 2013 | Niemcy/ Szwajcaria                   | 16. miejsce  |
| 2015 | Belgia/ Holandia                     | brak udziału |
| 2017 | Gruzja/ Azerbejdżan                  | brak udziału |
| 2019 | Polska/ Słowacja/ Turcja/ Węgry      | 15. miejsce  |
| 2021 | Serbia/ Bułgaria/ Chorwacja/ Rumunia | 20. miejsce  |
| 2023 | Włochy/ Niemcy/ Belgia/ Estonia      | 13. miejsce  |

### Puchar Świata
| Rok  | Kraj    | Miejsce      |
| ---- | ------- | ------------ |
| 1973 | Urugwaj | brak udziału |
| 1977 | Japonia | brak udziału |
| 1981 | Japonia | brak udziału |
| 1985 | Japonia | brak udziału |
| 1989 | Japonia | brak udziału |
| 1991 | Japonia | 11. miejsce  |
| 1995 | Japonia | brak udziału |
| 1999 | Japonia | brak udziału |
| 2003 | Japonia | brak udziału |
| 2007 | Japonia | brak udziału |
| 2011 | Japonia | brak udziału |

### Igrzyska śródziemnomorskie
| Rok  | Miasto/Miasta          | Miejsce      |
| ---- | ---------------------- | ------------ |
| 1951 | Aleksandria            | ?            |
| 1955 | Barcelona              | ?            |
| 1959 | Bejrut                 | ?            |
| 1963 | Neapol                 | ?            |
| 1967 | Tunis                  | ?            |
| 1971 | Izmir                  | ?            |
| 1975 | Algier                 | ?            |
| 1979 | Split                  | ?            |
| 1983 | Casablanca             | ?            |
| 1987 | Latakia                | ?            |
| 1991 | Ateny                  | ?            |
| 1993 | Langwedocja-Roussillon | 5. miejsce   |
| 1997 | Bari                   | brak udziału |
| 2001 | Tunis                  | 5. miejsce   |
| 2005 | Almería                | 6. miejsce   |
| 2009 | Pescara                | brak udziału |

### Liga Europejska
| Rok  | Miasto  | Miejsce    |
| ---- | ------- | ---------- |
| 2009 | Kayseri | 6. miejsce |
| 2010 | Ankara  | 5. miejsce |
| 2011 | Stambuł | 8. miejsce |